# Sint-Theresiakerk (Dilbeek)

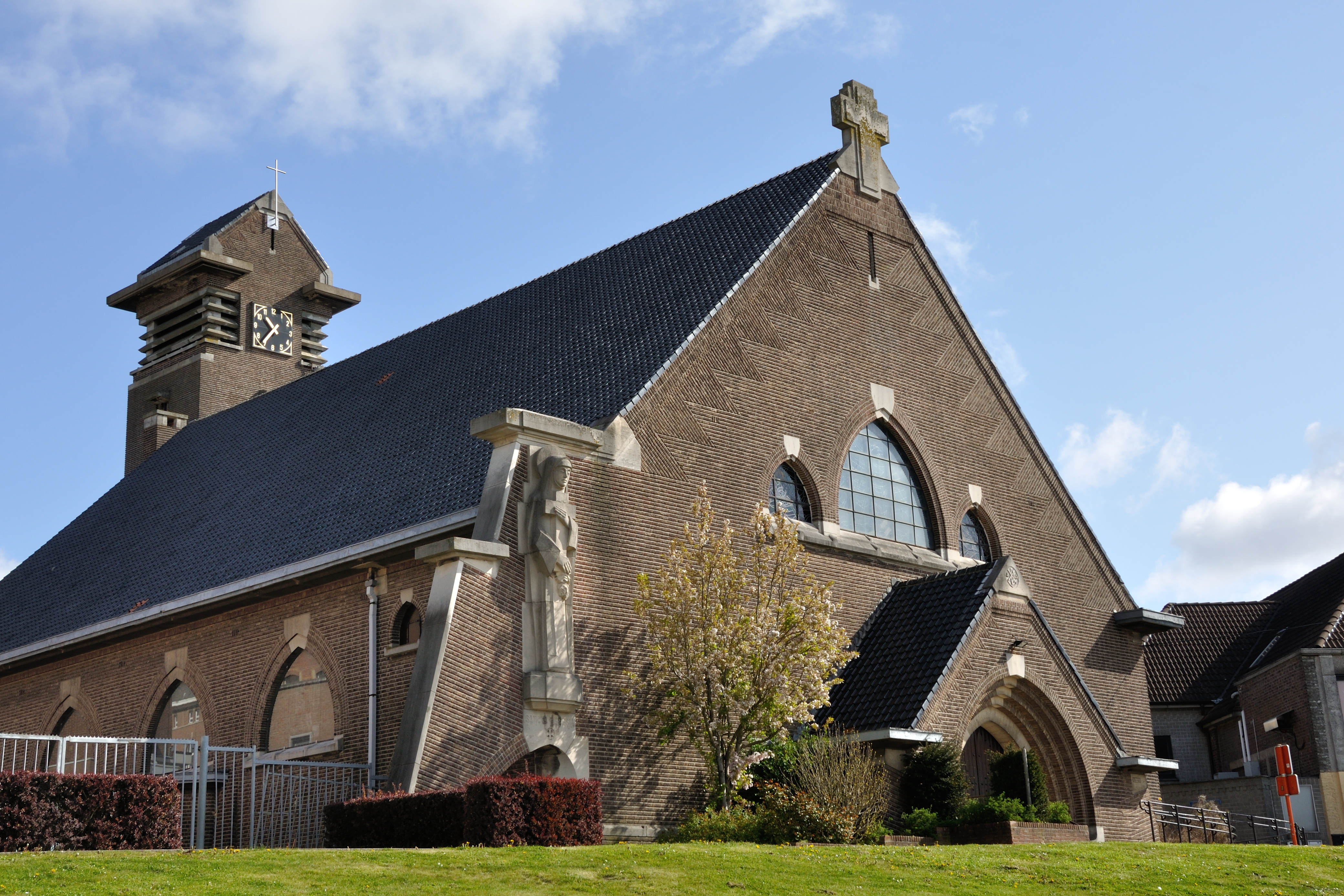
Sint-Theresiakerk

De Sint-Theresiakerk is de parochiekerk voor de tot de Vlaams-Brabantse plaats Dilbeek behorende wijk Kaudenaarde.

## Geschiedenis
Vanwege de bevolkingstoename werd in 1925 een nieuwe parochie opgericht. Voordien kerkte men in de Sint-Bernarduskapel te Anderlecht. Een noodkerk aan de Heilige Theresialaan 79 werd benut. In 1938 werd de definitieve kerk gebouwd naar ontwerp van Léonard Homez.

## Gebouw

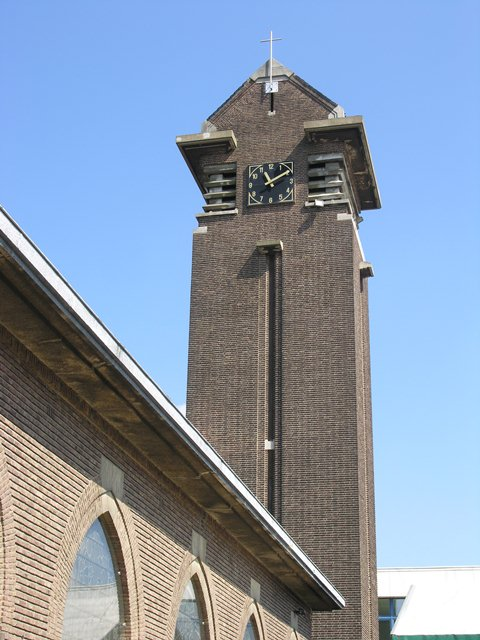
Klokkentoren

Het betreft een bakstenen, naar het noorden georiënteerd, kerkgebouw onder zadeldak. Het heeft een skelet van gewapend beton. De kerk heeft stijlelementen van moderne gotiek en van art deco. De bakstenen klokkentoren bevindt zich naast en achter het koor. Voor de ingang bevindt zich een groot Sint-Theresiabeeld, vervaardigd door Adhemar Goeters.
In 2017 werd bekend dat de Sint-Theresiakerk zou worden onttrokken aan de eredienst. Er is in een herbestemming voorzien.

## Interieur
Het is een zaalkerk, maar de kerk heeft feitelijk twee smalle zijbeuken die als looppad worden gebruikt.
Het kerkmeubilair is uitgevoerd in art-decostijl.